# Campigny (Calvados)
Campigny település Franciaországban, Calvados megyében. Lakosainak száma 185 fő (2022. január 1.). Campigny Agy, Cottun, Crouay, Ranchy és Le Tronquay községekkel határos.

## Népesség
A település népességének változása:
| Lakosok száma | 173  | 123  | 151  | 173  | 194  | 191  | 189  | 186  | 186  | 185  |
|               | 1968 | 1982 | 1990 | 2006 | 2013 | 2015 | 2017 | 2019 | 2020 | 2022 |